# Heineken Cup 2002-2003
Heineken Cup 2002-03 (in inglese 2002-03 Heineken Cup; in francese H Cup 2002-03) fu l'8ª edizione della massima competizione europea per club di rugby a 15.
Si tenne dall’11 ottobre 2002 al 24 maggio 2003 tra 24 squadre provenienti da Francia, Inghilterra, Galles, Irlanda, Italia e Scozia nel consolidato formato di sei gironi da quattro squadre ciascuno con passaggio ai quarti della vincitrice di ogni girone più le due migliori seconde.
Ad aggiudicarsi il torneo a Dublino, nella prima finale tutta francese della storia del torneo, fu Tolosa che sconfisse 22-17 Perpignano, esordiente nella gara per il titolo.
Con tale vittoria Tolosa raggiunse Leicester a quota due edizioni vinte e permise alla Francia di equiparare il numero di vittorie finali con le squadre inglesi, affermatesi anch'esse quattro volte in totale su otto edizioni.
Il valore delle marcature, come stabilito dall’IRFB nel 1992, era: 5 punti per ciascuna meta (7 se trasformata), 3 punti per la realizzazione di ciascun calcio piazzato, idem per il drop.

## Formula
Le squadre furono ripartite in sei gironi da quattro squadre ciascuno.
Ai quarti di finale accedettero la prima classificata di ciascuno dei sei gironi più le due seconde migliori classificate per punteggio e differenza punti marcati.
Le squadre prime classificate, in ordine decrescente di punteggio in classifica e, a parità di esso, di differenza punti marcati/subiti, occuparono i posti del seeding da 1 a 6; le seconde classificate, ordinate secondo lo stesso criterio, i posti 7 e 8.
I quarti di finale videro le squadre con il ranking da 1 a 4 affrontare in gara unica sul proprio campo quelle con seeding rispettivamente da 8 a 5 secondo il seguente ordine:
1. seeding 1 – seeding 8
2. seeding 3 – seeding 6
3. seeding 2 – seeding 7
4. seeding 4 – seeding 5

Le due semifinali, fatto salvo il diritto di campo interno per la squadra con il seeding migliore, furono:
1. vincitore QF1 – Vincitore QF2
2. vincitore QF3 – Vincitore QF4

La finale si tenne in gara unica al Lansdowne Road di Dublino

## Squadre partecipanti
| Girone A                   | Girone B                   | Girone C                   |
| -------------------------- | -------------------------- | -------------------------- |
| Amat. & Calvisano (Italia) | Gloucester (Inghilterra)   | Bourgoin-Jallieu (Francia) |
| Béziers (Francia)          | Munster (Irlanda)          | Glasgow (Scozia)           |
| Leicester (Inghilterra)    | Perpignano (Francia)       | Llanelli (Galles)          |
| Neath (Galles)             | Viadana (Italia)           | Sale Sharks (Inghilterra)  |
| Girone D                   | Girone E                   | Girone F                   |
| Bristol (Inghilterra)      | Edimburgo (Scozia)         | Biarritz (Francia)         |
| Leinster (Irlanda)         | London Irish (Inghilterra) | Cardiff RFC (Galles)       |
| Montferrand (Francia)      | Newport (Galles)           | Northampton (Inghilterra)  |
| Swansea (Galles)           | Tolosa (Francia)           | Ulster (Irlanda)           |

## Fase a gironi

### Girone A
|            | Incontri                        |  |
| ---------- | ------------------------------- |  |
| 11-10-2002 | Neath – Leicester               |  |
| 11-10-2002 | Amatori & Calvisano – Béziers   |  |
| 19-10-2002 | Béziers – Neath                 |  |
| 19-10-2002 | Leicester – Amatori & Calvisano |  |
| 7-12-2002  | Amatori & Calvisano – Neath     |  |
| 9-12-2002  | Béziers – Leicester             |  |
| 14-12-2002 | Leicester – Béziers             |  |
| 14-12-2002 | Neath – Amatori & Calvisano     |  |
| 11-1-2003  | Amatori & Calvisano – Leicester |  |
| 13-1-2003  | Neath – Béziers                 |  |
| 18-1-2003  | Leicester – Neath               |  |
| 18-1-2003  | Béziers – Amatori & Calvisano   |  |

#### Classifica
| Pos | Squadra           | G | V | N | P | PF  | PS  | P±   | PT |
| --- | ----------------- | - | - | - | - | --- | --- | ---- | -- |
| A1  | Leicester         | 6 | 5 | 1 | 0 | 232 | 71  | 161  | 11 |
| A2  | Neath             | 6 | 2 | 1 | 3 | 151 | 139 | 12   | 5  |
| A3  | Amat. & Calvisano | 6 | 2 | 0 | 4 | 105 | 236 | −131 | 4  |
| A4  | Béziers           | 8 | 2 | 0 | 6 | 109 | 151 | −42  | 4  |

### Girone B
|            | Incontri                 |       |
| ---------- | ------------------------ | ----- |
| 12-10-2002 | Gloucester – Munster     | 35-16 |
| 12-10-2002 | Perpignano – Viadana     | 46-27 |
| 18-10-2002 | Viadana – Gloucester     | 38-80 |
| 19-10-2002 | Munster – Perpignano     | 30-21 |
| 6-12-2002  | Munster – Viadana        | 64-0  |
| 8-12-2002  | Gloucester – Perpignano  | 33-16 |
| 14-12-2002 | Viadana – Munster        | 22-55 |
| 14-12-2002 | Perpignano – Glouscester | 31-23 |
| 11-1-2003  | Perpignano – Munster     | 23-8  |
| 11-1-2003  | Gloucester – Viadana     | 64-16 |
| 18-1-2003  | Munster – Gloucester     | 33-6  |
| 18-1-2003  | Viadana – Perpignano     | 35-39 |

#### Classifica
| Pos | Squadra    | G | V | N | P | PF  | PS  | P±   | PT |
| --- | ---------- | - | - | - | - | --- | --- | ---- | -- |
| B1  | Perpignano | 6 | 4 | 0 | 2 | 241 | 140 | 101  | 8  |
| B2  | Munster    | 6 | 4 | 0 | 2 | 206 | 107 | 99   | 8  |
| B3  | Gloucester | 6 | 4 | 0 | 2 | 176 | 156 | 20   | 8  |
| B4  | Viadana    | 6 | 0 | 0 | 6 | 128 | 348 | −220 | 0  |

### Girone C
|            | Incontri                       |       |
| ---------- | ------------------------------ | ----- |
| 11-10-2002 | Sale Sharks – Bourgoin-Jallieu | 18-24 |
| 12-10-2002 | Llanelli – Glasgow             | 45-15 |
| 18-10-2002 | Bourgoin-Jallieu – Llanelli    | 54-38 |
| 18-10-2002 | Glasgow – Sale Sharks          | 26-14 |
| 6-12-2002  | Sale Sharks – Llanelli         | 19-30 |
| 8-12-2002  | Bourgoin-Jallieu – Glasgow     | 35-21 |
| 13-12-2002 | Glasgow – Bourgoin-Jallieu     | 13-12 |
| 13-12-2002 | Llanelli – Sale Sharks         | 17-12 |
| 10-1-2003  | Sale Sharks – Glasgow          | 45-3  |
| 10-1-2003  | Llanelli – Bourgoin-Jallieu    | 37-22 |
| 17-1-2003  | Glasgow – Llanelli             | 8-34  |
| 18-1-2003  | Bourgoin-Jallieu – Sale Sharks | 43-15 |

#### Classifica
| Pos | Squadra          | G | V | N | P | PF  | PS  | P±  | PT |
| --- | ---------------- | - | - | - | - | --- | --- | --- | -- |
| C1  | Llanelli         | 6 | 5 | 0 | 1 | 201 | 130 | 71  | 10 |
| C2  | Bourgoin-Jallieu | 6 | 4 | 0 | 2 | 190 | 142 | 48  | 8  |
| C3  | Glasgow          | 6 | 2 | 0 | 4 | 86  | 185 | −99 | 4  |
| C4  | Sale Sharks      | 6 | 1 | 0 | 5 | 123 | 143 | −20 | 2  |

### Girone D
|            | Incontri               |       |
| ---------- | ---------------------- | ----- |
| 11-10-2002 | Leinster – Bristol     | 29-23 |
| 12-10-2002 | Montferrand – Swansea  | 47-12 |
| 19-10-2002 | Bristol – Montferrand  | 24-29 |
| 19-10-2002 | Swansea – Leister      | 10-51 |
| 7-12-2002  | Montferrand – Leinster | 20-23 |
| 7-12-2002  | Swansea – Bristol      | 26-19 |
| 13-12-2002 | Leinster – Montferrand | 12-9  |
| 15-12-2002 | Bristol – Swansea      | 41-22 |
| 10-1-2003  | Leinster – Swansea     | 48-19 |
| 12-1-2003  | Montferrand – Bristol  | 22-30 |
| 18-1-2003  | Swansea – Montferrand  | 19-24 |
| 19-1-2003  | Bristol – Leinster     | 12-25 |

#### Classifica
| Pos | Squadra     | G | V | N | P | PF  | PS  | P±   | PT |
| --- | ----------- | - | - | - | - | --- | --- | ---- | -- |
| D1  | Leinster    | 7 | 6 | 0 | 1 | 188 | 93  | 95   | 12 |
| D2  | Bristol     | 6 | 3 | 0 | 3 | 149 | 144 | 5    | 6  |
| D3  | Montferrand | 6 | 2 | 0 | 4 | 141 | 120 | 21   | 4  |
| D4  | Swansea     | 7 | 1 | 0 | 6 | 109 | 230 | −121 | 2  |

### Girone E
|            | Incontri                 |       |
| ---------- | ------------------------ | ----- |
| 11-10-2002 | Edimburgo – Newport      | 27-17 |
| 12-10-2002 | Tolosa – London Irish    | 28-23 |
| 18-10-2002 | Newport – Tolosa         | 19-34 |
| 20-10-2002 | London Irish – Edimburgo | 24-8  |
| 7-12-2002  | Edimburgo – Tolosa       | 9-30  |
| 7-12-2002  | Newport – London Irish   | 16-12 |
| 15-12-2002 | London Irish – Newport   | 42-5  |
| 15-12-2002 | Tolosa – Edimburgo       | 50-17 |
| 10-1-2003  | Edimburgo – London Irish | 32-25 |
| 11-1-2003  | Tolosa – Newport         | 70-18 |
| 18-1-2003  | Newport – Edimburgo      | 42-32 |
| 19-1-2003  | London Irish – Tolosa    | 32-29 |

#### Classifica
| Pos | Squadra      | G | V | N | P | PF  | PS  | P±   | PT |
| --- | ------------ | - | - | - | - | --- | --- | ---- | -- |
| E1  | Tolosa       | 6 | 5 | 0 | 1 | 241 | 118 | 123  | 10 |
| E2  | London Irish | 6 | 3 | 0 | 3 | 158 | 118 | 40   | 6  |
| E3  | Edimburgo    | 6 | 2 | 0 | 4 | 125 | 188 | −63  | 4  |
| E4  | Newport      | 6 | 2 | 0 | 4 | 117 | 217 | −100 | 4  |

### Girone F
|            | Incontri               |       |
| ---------- | ---------------------- | ----- |
| 12-10-2002 | Cardiff – Biarritz     | 15-26 |
| 13-10-2002 | Northampton – Ulster   | 32-9  |
| 18-10-2002 | Ulster – Cardiff       | 25-6  |
| 19-10-2002 | Biarritz – Northampton | 23-20 |
| 6-12-2002  | Ulster – Biarritz      | 13-9  |
| 7-12-2002  | Northampton – Cardiff  | 25-11 |
| 14-12-2002 | Biarritz – Ulster      | 25-20 |
| 15-12-2002 | Cardiff – Northampton  | 0-31  |
| 11-1-2003  | Northampton – Biarritz | 17-14 |
| 11-1-2003  | Cardiff – Ulster       | 21-33 |
| 17-1-2003  | Ulster – Northampton   | 16-13 |
| 18-1-2003  | Biarritz – Cardiff     | 75-25 |

#### Classifica
| Pos | Squadra     | G | V | N | P | PF  | PS  | P±   | PT |
| --- | ----------- | - | - | - | - | --- | --- | ---- | -- |
| F1  | Northampton | 6 | 4 | 0 | 2 | 172 | 110 | 62   | 8  |
| F2  | Biarritz    | 6 | 4 | 0 | 2 | 138 | 73  | 65   | 8  |
| F3  | Ulster      | 6 | 4 | 0 | 2 | 116 | 106 | 10   | 8  |
| F4  | Cardiff RFC | 6 | 0 | 0 | 6 | 78  | 215 | −137 | 0  |

## Seedingdopo la fase a gironi
| Pos | Squadra          | G | V | N | P | PF  | PS  | DP   | Pt |
| --- | ---------------- | - | - | - | - | --- | --- | ---- | -- |
| 1   | Leicester        | 6 | 5 | 1 | 0 | 232 | 71  | +161 | 11 |
| 2   | Leinster         | 7 | 6 | 0 | 1 | 188 | 93  | +95  | 12 |
| 3   | Tolosa           | 6 | 5 | 0 | 1 | 241 | 118 | +123 | 10 |
| 4   | Llanelli         | 6 | 5 | 0 | 1 | 201 | 130 | +71  | 10 |
| 5   | Perpignano       | 6 | 4 | 0 | 2 | 241 | 140 | +101 | 8  |
| 6   | Northampton      | 6 | 4 | 0 | 2 | 172 | 110 | +62  | 8  |
| 7   | Biarritz         | 6 | 4 | 0 | 2 | 138 | 73  | +65  | 8  |
| 8   | Munster          | 6 | 4 | 0 | 2 | 206 | 107 | +99  | 8  |
| 9   | Bourgoin-Jallieu | 6 | 4 | 0 | 2 | 190 | 142 | +48  | 8  |
| 10  | Bristol          | 6 | 3 | 0 | 3 | 149 | 144 | +5   | 6  |
| 11  | London Irish     | 6 | 3 | 0 | 3 | 158 | 118 | +40  | 6  |
| 12  | Neath            | 6 | 2 | 1 | 3 | 151 | 139 | +12  | 5  |

## Play-off
|  | Quarti di finale | Quarti di finale | Quarti di finale |            |          | Semifinali | Semifinali | Semifinali |  |  | Finale | Finale | Finale |  |
|  |                  |                  |                  |            |          |            |            |            |  |  |        |        |        |  |
|  | 1                | Leicester        | 7                |            |          |            |            |            |  |  |        |        |        |  |
|  | 1                | Leicester        | 7                |            |          |            |            |            |  |  |        |        |        |  |
|  | 8                | Munster          | 20               |            |          |            |            |            |  |  |        |        |        |  |
|  | 8                | Munster          | 20               |            | Munster  | Munster    | 12         |            |  |  |        |        |        |  |
|  |                  |                  |                  |            | Munster  | Munster    | 12         |            |  |  |        |        |        |  |
|  |                  |                  | Tolosa           | Tolosa     | 13       |            |            |            |  |  |        |        |        |  |
|  | 3                | Tolosa           | Tolosa           | Tolosa     | 13       | 32         |            |            |  |  |        |        |        |  |
|  | 3                | Tolosa           |                  |            |          |            |            |            |  |  |        |        |        |  |
|  | 6                | Northampton      | 16               |            |          |            |            |            |  |  |        |        |        |  |
|  | 6                | Northampton      | 16               |            | Tolosa   | Tolosa     | 22         |            |  |  |        |        |        |  |
|  |                  |                  |                  |            |          |            |            |            |  |  |        |        |        |  |
|  |                  |                  | Perpignano       | Perpignano | 17       |            |            |            |  |  |        |        |        |  |
|  | 2                | Leinster         | Perpignano       | Perpignano | 17       | 18         |            |            |  |  |        |        |        |  |
|  | 2                | Leinster         |                  |            |          |            |            |            |  |  |        |        |        |  |
|  | 7                | Biarritz         | 13               |            |          |            |            |            |  |  |        |        |        |  |
|  | 7                | Biarritz         | 13               |            | Leinster | Leinster   | 14         |            |  |  |        |        |        |  |
|  |                  |                  |                  |            | Leinster | Leinster   | 14         |            |  |  |        |        |        |  |
|  |                  |                  | Perpignano       | Perpignano | 21       |            |            |            |  |  |        |        |        |  |
|  | 4                | Llanelli         | Perpignano       | Perpignano | 21       | 19         |            |            |  |  |        |        |        |  |
|  | 4                | Llanelli         |                  |            |          |            |            |            |  |  |        |        |        |  |
|  | 5                | Perpignano       | 26               |            |          |            |            |            |  |  |        |        |        |  |

### Quarti di finale
| Arbitro: | Tony Spreadbury |

|              |      |                   |
| Madden       | mt   | tecnica P. Murphy |
| S. Jones     | tr   | Edmonds (2)       |
| S. Jones (4) | c.p. | Edmonds (2)       |
|              | drop | Edmonds (2)       |

| Arbitro: | Alan Lewis |

|                           |      |              |
| C. Labit Heymans          | mt   | Sleightholme |
| Delaigue (2)              | tr   | Grayson      |
| Delaigue (4) Michalak (2) | c.p. | Grayson (3)  |

| Arbitro: | Steve Lander |

|                  |      |                 |
| Gleeson Costello | mt   | T. Lièvremont   |
| O’Meara          | tr   | D. Yachvili     |
| O’Meara (2)      | c.p. | D. Yachvili (2) |

| Arbitro: | Nigel Williams |

|          |      |                 |
| Booth    | mt   | O’Gara Stringer |
| Stimpson | tr   | O’Gara (2)      |
|          | c.p. | O’Gara (2)      |

### Semifinali
| Arbitro: | Chris White |

|                    |      |                           |
| Michalak 72’       | mt   |                           |
| J.B. Élissalde 72’ | tr   |                           |
| Delaigue 40’, 55’  | c.p. | 11’, 17’, 43’, 60’ O’Gara |

| Arbitro: | Nigel Williams |

|                                |      |                         |
| D’Arcy 58’                     | mt   | 64’ Bomati 78’ Dal Maso |
|                                | tr   | 78’ Edmonds             |
| O’Meara 20’, 49’ Spooner 80+2’ | c.p. | 41’ Cermeno 72’ Edmonds |
|                                | drop | 57’ Edmonds             |

### Finale
| Arbitro: | Chris White |

|                                 |      |                            |
| Clerc 32’                       | mt   | 80+5’ Bomati               |
| Delaigue 32’                    | tr   |                            |
| Delaigue 2’, 15’, 27’, 40’, 80’ | c.p. | 44’, 51’, 58’, 70’ Edmonds |